# Marco Verhoef
Marco Pieter Verhoef (Maassluis, 10 mei 1971) is een Nederlands  weerpresentator. 
Hij presenteert sinds 2004 voor de  NOS het weer in het NOS Journaal op televisie en op NPO Radio 1.

## Levensloop
Verhoef groeide op in Hardinxveld-Giessendam, hij ging naar de christelijke basisschool Ichthusschool. Op deze school was zijn moeder docent. Hierna ging hij naar de middelbare school (christelijke scholengemeenschap de Oude Hoven) in Gorinchem en naar de Universiteit Utrecht.
Vanaf 1995 werkt hij op de weerkamer van het KNMI in De Bilt waar weersverwachtingen worden gemaakt voor verschillende doelgroepen.
Sinds 2004 presenteert hij het weer bij de NOS.
Hij werkte eerder voor het KNMI en is werkzaam bij Infoplaza. Verhoef studeerde natuurkunde en later meteorologie aan de Universiteit Utrecht.
In mei 2015 won Verhoef de Duidelijketaalprijs 2015, een prijs die door het Taalcentrum-VU van de Vrije Universiteit Amsterdam wordt uitgereikt aan een bekende Nederlander die een goed voorbeeld geeft van helder taalgebruik.

## Privé
Verhoef is getrouwd en vader van twee kinderen. 